# Renato Ramalho
Renato Ramalho (São Paulo, 17 de abril de 1968) é um nadador brasileiro, que participou de duas edições dos Jogos Olímpicos pelo Brasil.
Nasceu em São Paulo mas, ainda bebê, mudou-se com a família para Curitiba.
Atualmente vive em Curitiba e administra a rede de academias de natação que tem em sociedade com Gustavo Borges.

## Trajetória esportiva
Começou a nadar aos cinco anos, no Clube Israelita Paranaense. Seu pai, ex-capitão da seleção brasileira de voleibol masculino junto a outros entusiastas da natação, formaram uma associação de pais para promover a equipe competitiva, na década de 1970, denominada Clube do Golfinho. Com o tempo, a associação cresceu e, diante do desinteresse do Clube Israelita de manter a equipe competitiva, os pais compraram um terreno, construíram a piscina e fundaram o Clube do Golfinho, em 1977.
Aos 11 anos, em função da saída do técnico Carlos Fernandez, foi para o Clube Curitibano. Aos 13 anos, o técnico Glauco Putomati, argumentando que Renato não tinha talento para a natação, sugeriu que ele fosse jogar voleibol, como o pai havia feito. A mãe não aceitou a negativa e apelou ao técnico da equipe feminina, Leonardo Del Vescovo, para que o treinasse. Mesmo com resistência, assim ocorreu e, depois de um ano, as turmas foram unificadas. Aos 16 anos foi campeão brasileiro.
Participou dos Jogos Pan-Americanos de 1987 em Indianapolis, onde terminou em quarto lugar nos 400 metros medley.
Nos Jogos Olímpicos de Verão de 1988 em Seul, terminou em 24º lugar nos 400 metros medley, e 29º nos 200 metros medley.  No retorno, recebeu uma bolsa para treinar e estudar na Universidade do Arizona, nos Estados Unidos.
Em 1 de dezembro de 1990 bateu o recorde sul-americano dos 400 metros medley em piscina curta, com o tempo de 4m19s20. No final de 2001, o recorde ainda era dele.
Participou do Campeonato Mundial de Esportes Aquáticos de 1991 em Perth, na Austrália, onde ficou em 15º lugar nos 400 metros medley e 34º nos 200 metros medley. 
Nos Jogos Pan-Americanos de 1991 em Havana, terminou em sexto lugar nos 400 metros medley, e oitavo nos 200 metros medley.
Nas Olimpíadas de 1992 em Barcelona, terminou em 21º lugar nos 400 metros medley, e 35º nos 200 metros medley.
Na década de 1990, Ramalho foi sete vezes campeão brasileiro de medley.
Depois de se aposentar da natação, graduou-se em administração no Arizona em 1995, e voltou à Curitiba. Então se tornou sócio de Gustavo Borges em uma academia de natação e, em março de 2002 foi inaugurada a primeira unidade da academia, que depois passou de cinco unidades.